# Vicente Bezerra Neto
Vicente Bezerra Neto (Lavras da Mangabeira, 12 de setembro de 1910 – Cuiabá, 25 de maio de 1999) foi um advogado e político brasileiro que fez carreira em Mato Grosso.

## Dados biográficos
Filho de Raimundo Nonato Bezerra e Maria Bezerra da Costa. Graduado em Direito e em Jornalismo pela Universidade Federal do Ceará tendo se mudado para Corumbá em 1939 onde foi defensor público e a seguir promotor de justiça. Sua carreira política começou em 1950 quando foi eleito deputado estadual pelo PTB reelegendo-se em 1954 e 1958, chegando à presidência do referido colegiado.
Candidato a senador pela Aliança Democrática Social Trabalhista de Mato Grosso (PSD-PTB), em 1962, foi eleito com 69.396 votos.  No Senado, foi vice-líder da maioria e do Governo João Goulart, e vice-líder do PTB de 1963 até a outorga do Ato Institucional Número Dois que instituiu o bipartidarismo, em 1965, ingressando no MDB em 1966, sendo o fundador do partido em Mato Grosso e vice-líder no Senado Federal até 1970, não disputando a reeleição naquele ano.
Em 1974 perdeu a eleição para senador para Mendes Canale (ARENA) e com a volta ao pluripartidarismo após a reforma política ocorrida no Governo João Figueiredo em 1979, migrou para o PMDB e candidatou-se a senador em 1982 sendo derrotado por Roberto Campos (PDS). Mesmo sem vencer eleições permaneceu no meio político até as eleições de 1994 quando encerrou a sua vida pública.